# ویزئو
ویزئو (Viseu) یکی از شهرهای کشور پرتغال است.

## نگارخانه

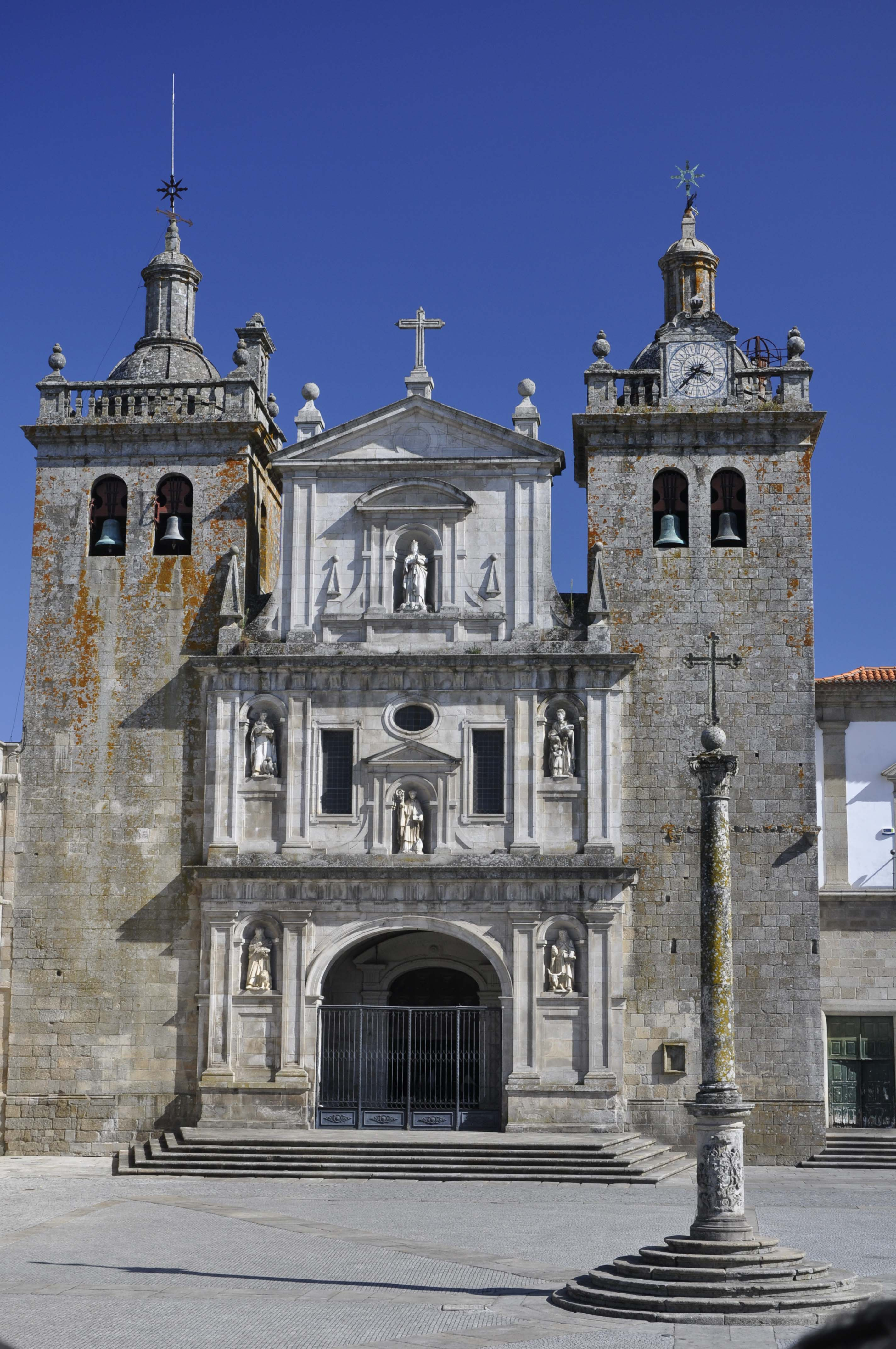
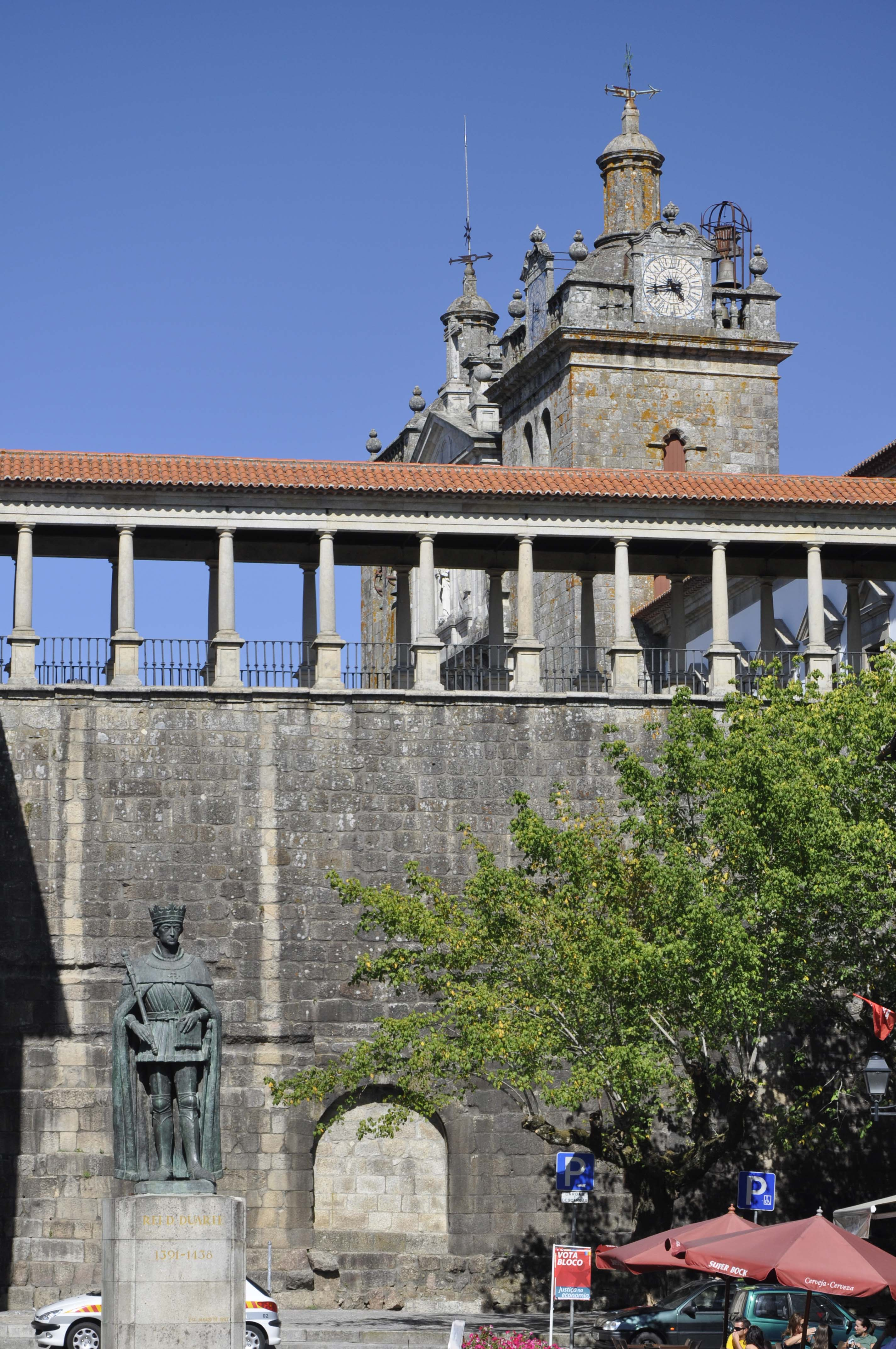
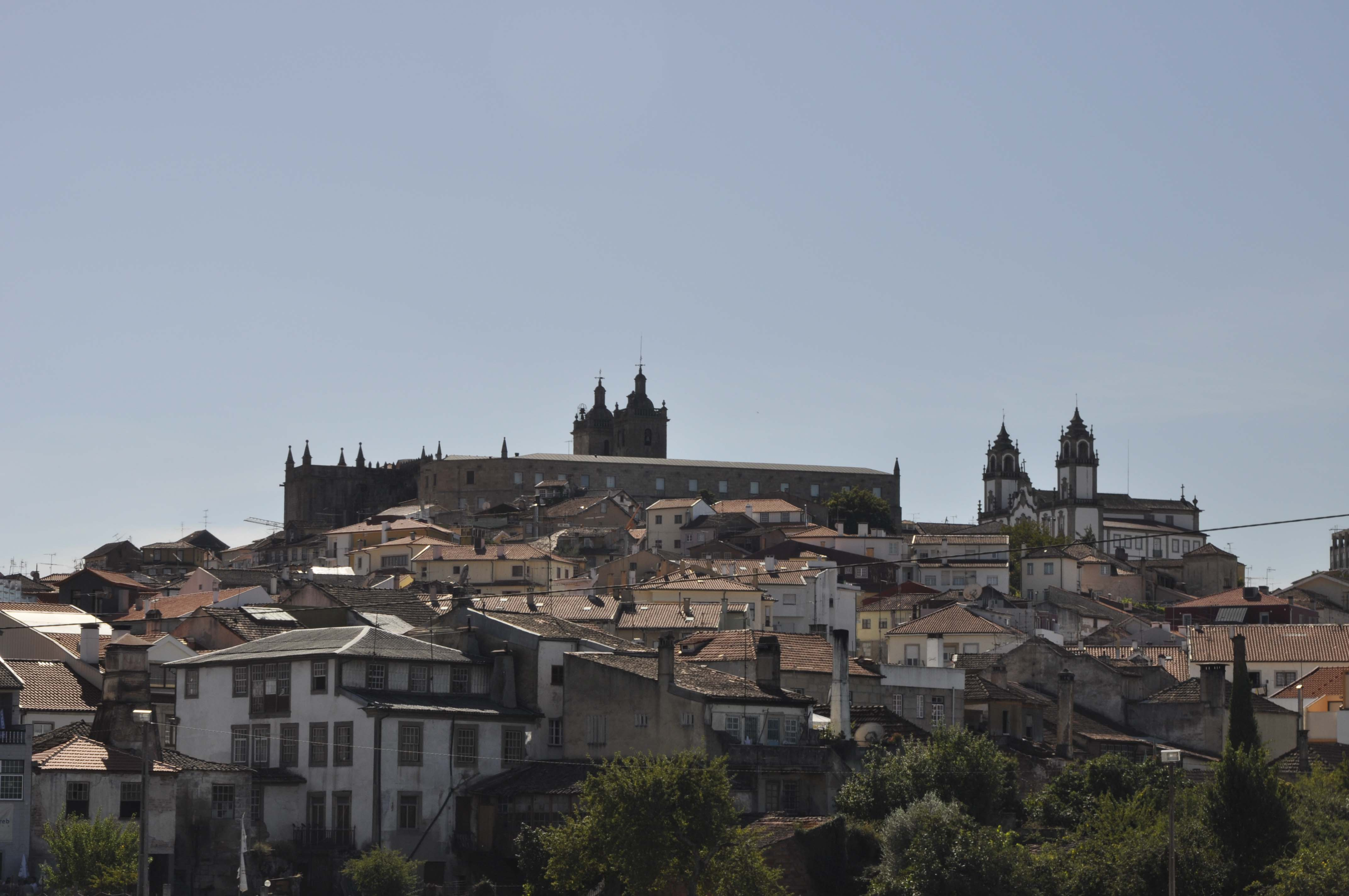
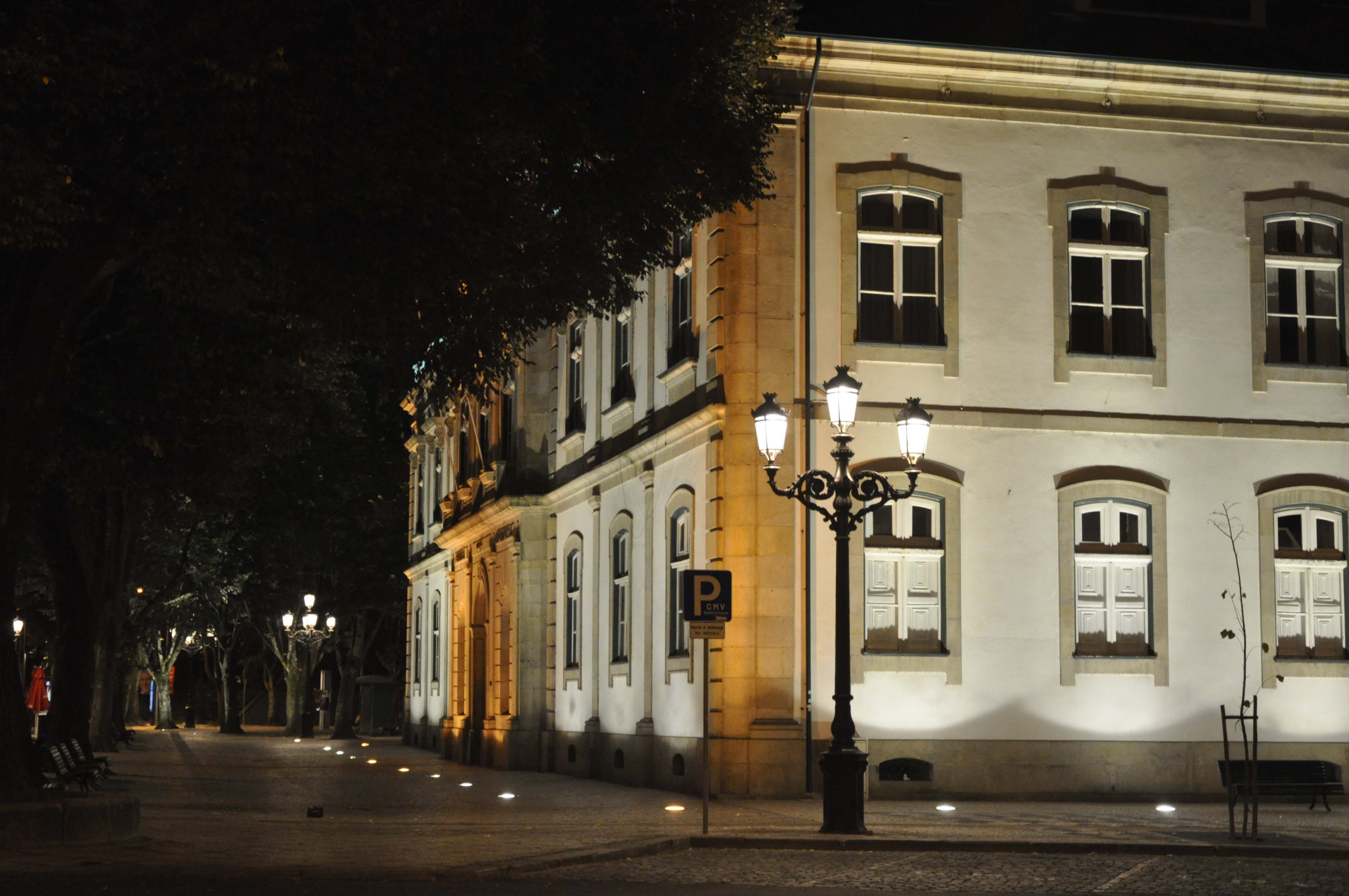
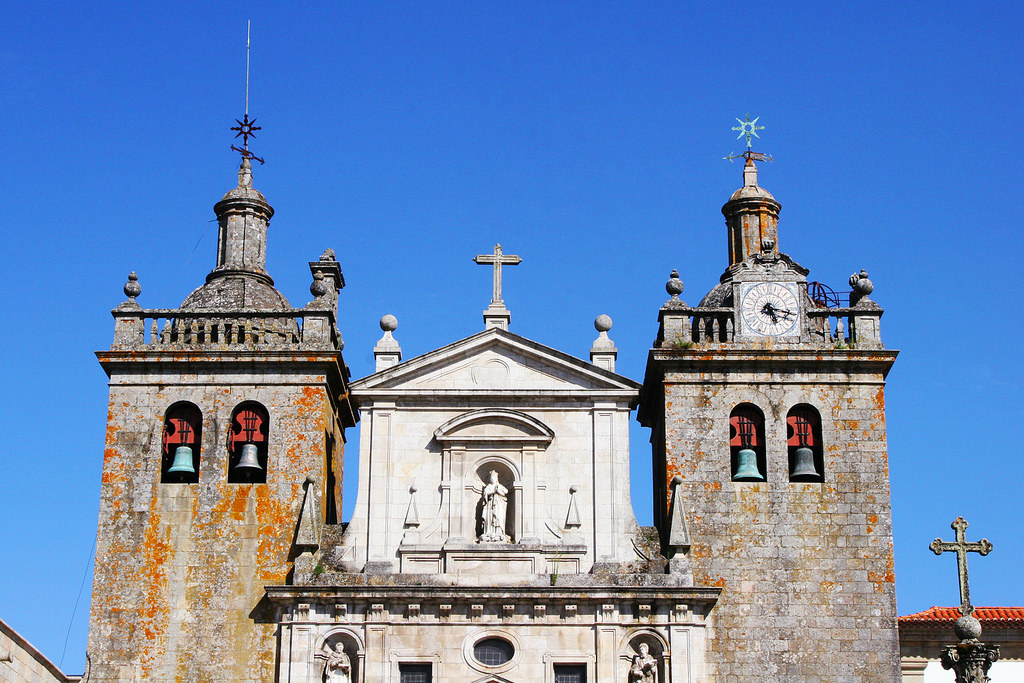
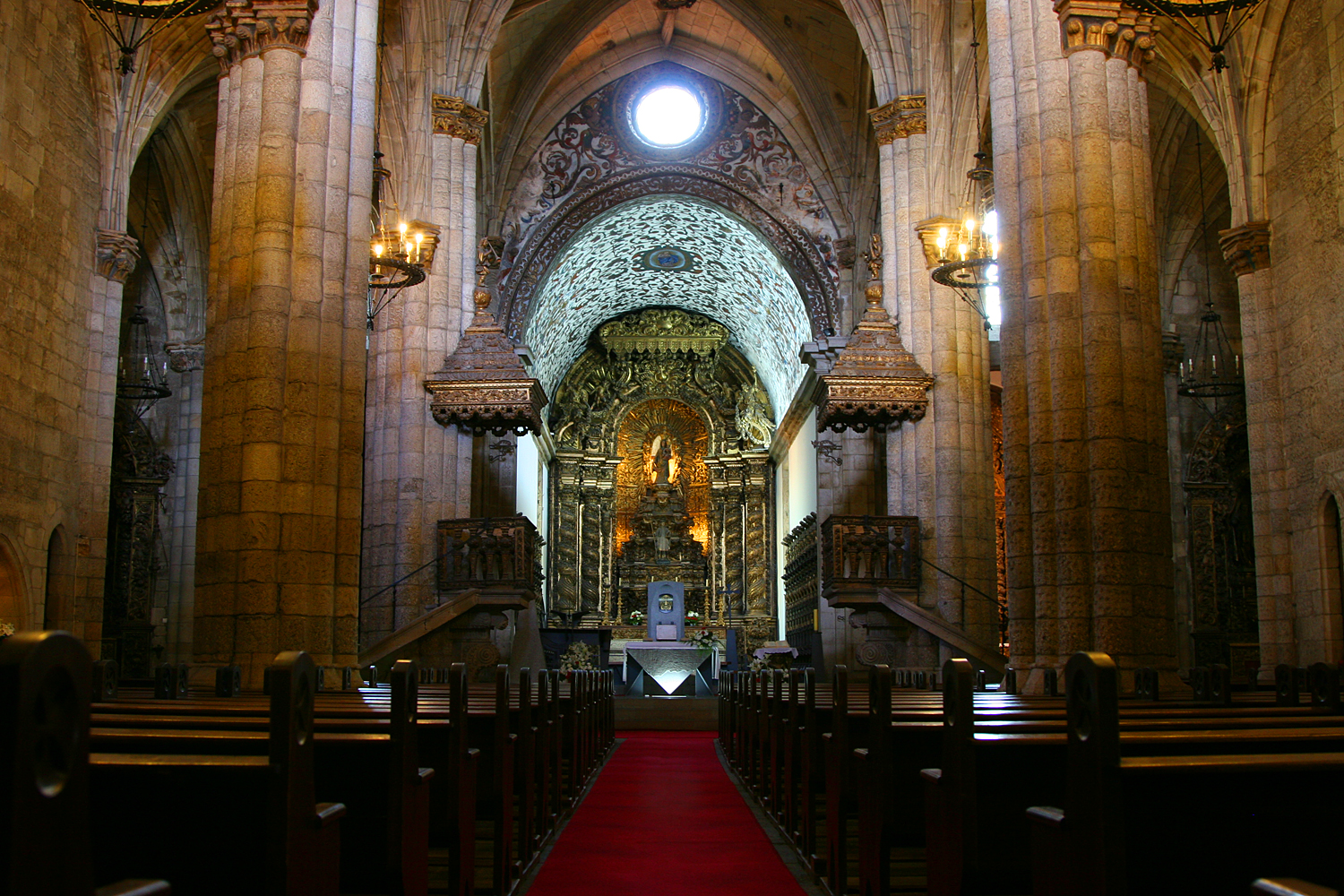
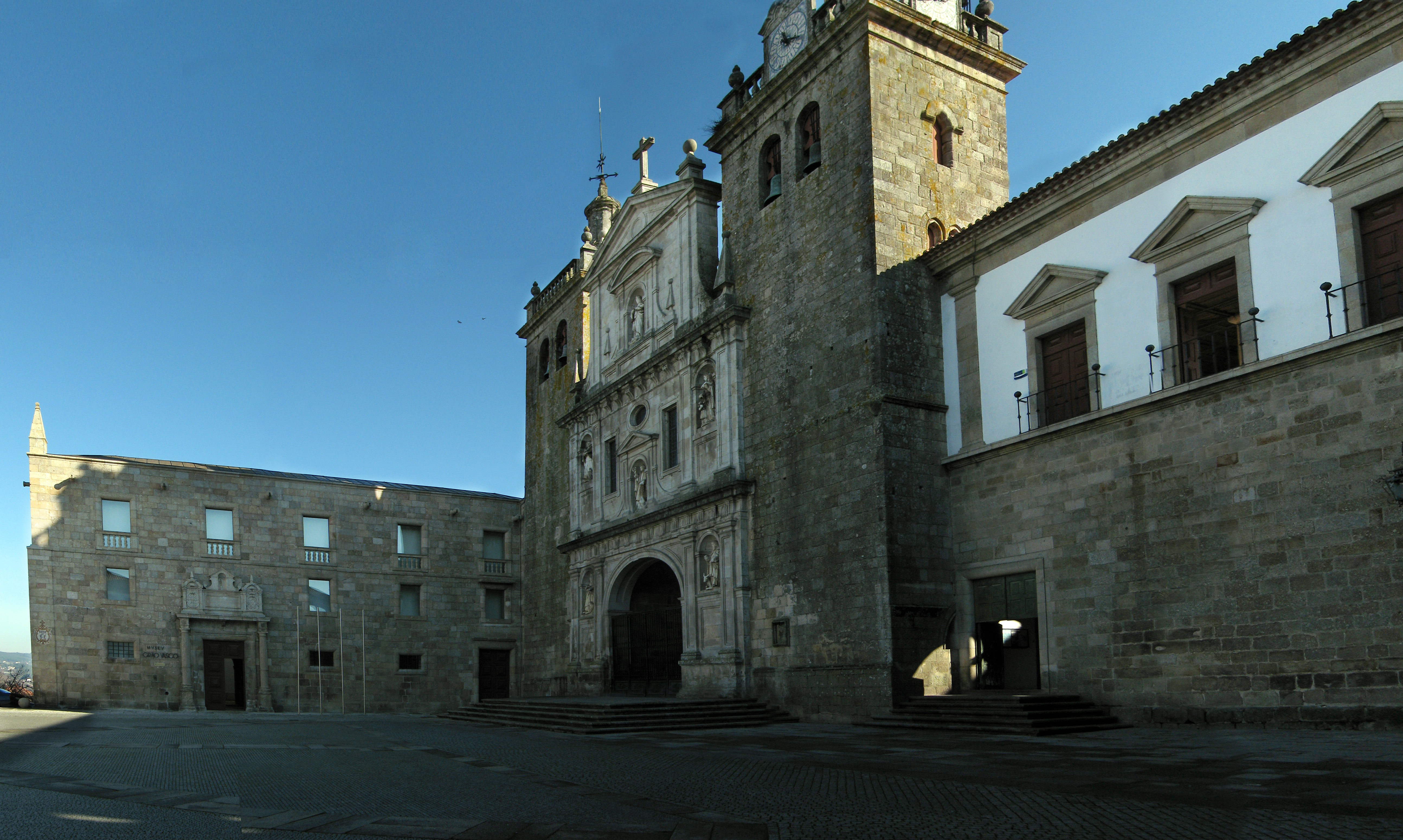
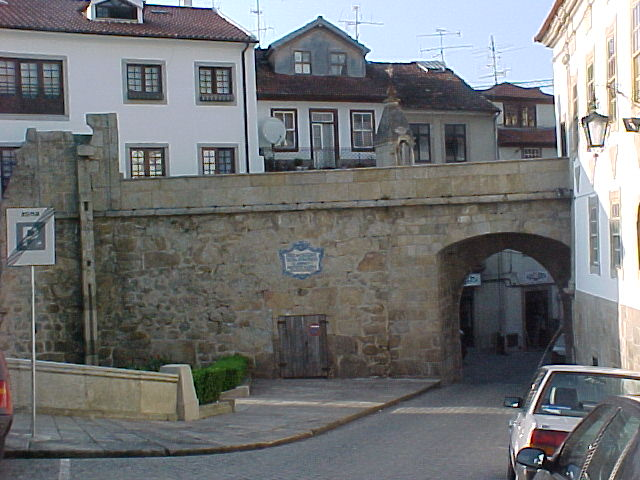
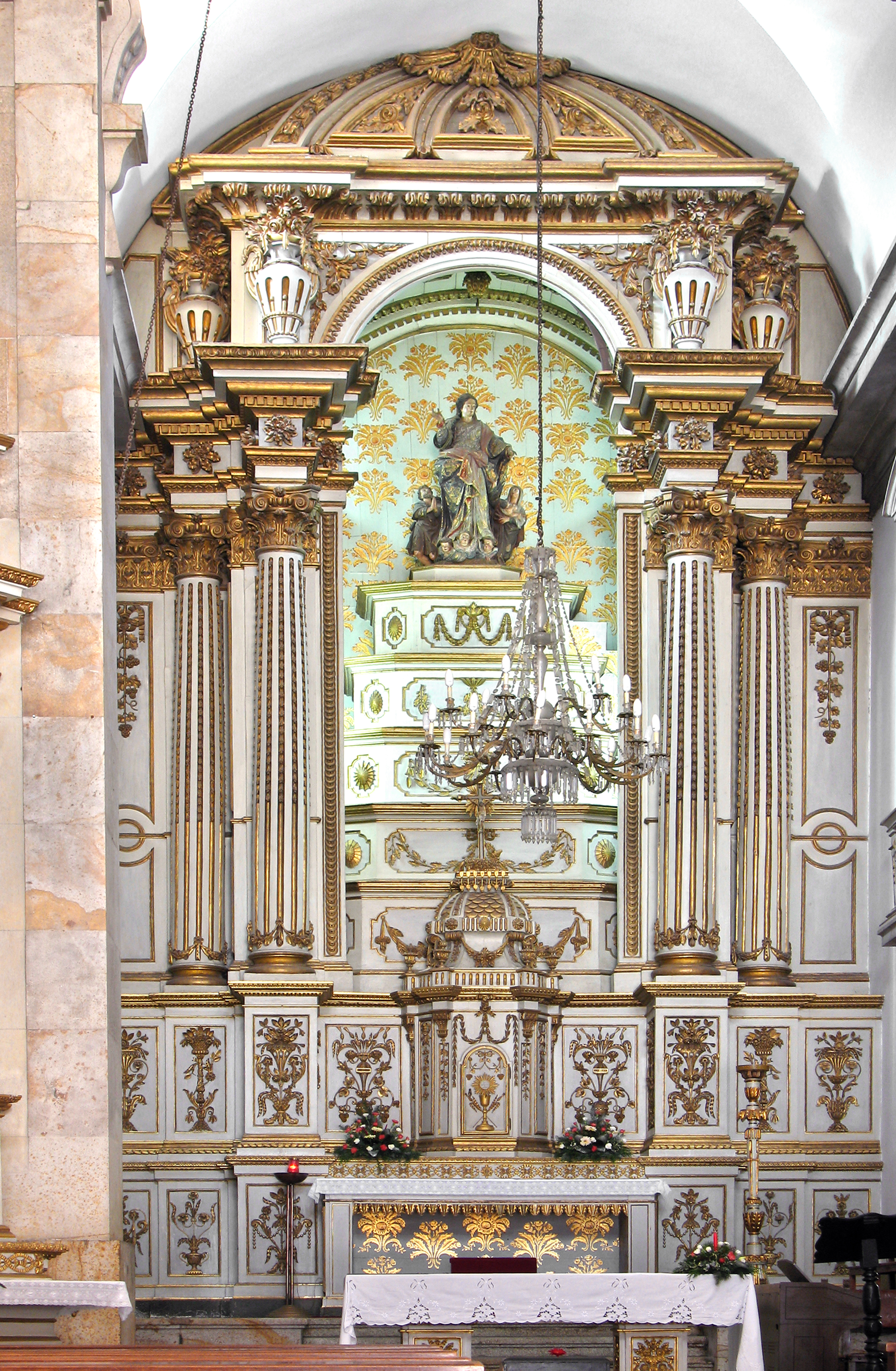
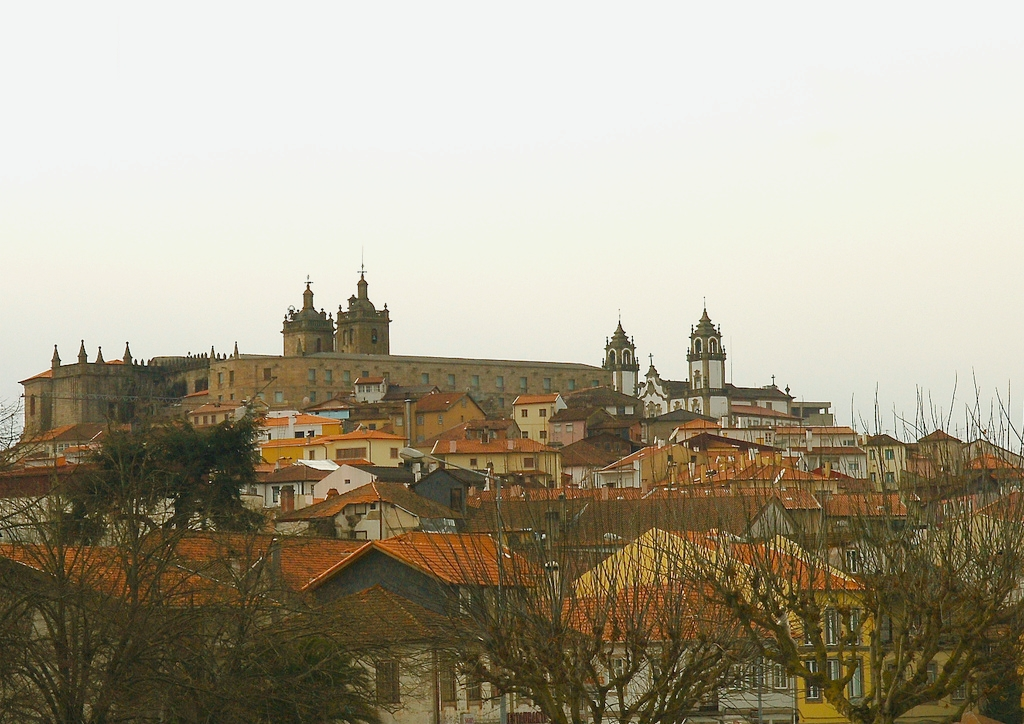